# Holywood

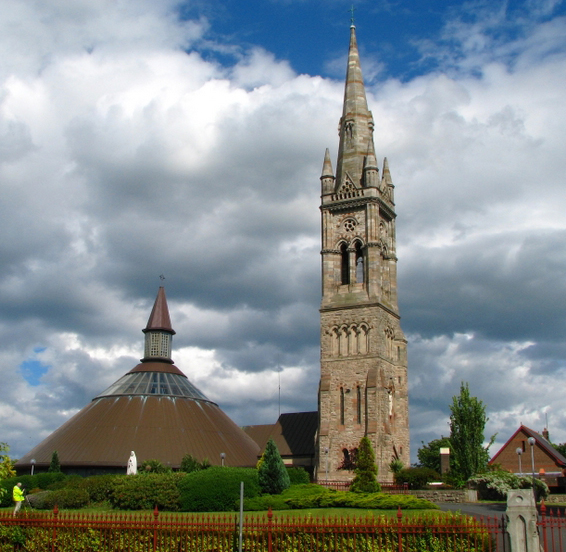
Iglesia de St Colmcille.

Holywood es una ciudad en el condado de Down en Irlanda del Norte. Se encuentra a orillas del Belfast Lough, entre Belfast y Bangor. Se encuentra cerca del Aeropuerto de la Ciudad de Belfast George Best. La ciudad alberga festivales anuales de jazz y blues. Es conocida también por ser la ciudad natal del jugador de golf norirlandés Rory McIlroy.

## Historia
En el siglo XVII el puerto de Ulster comenzó a ganar prominencia. En 1625 William Pitt se encargó de la administración de los puertos de Newcastle, Dundrum, Killough, Portaferry, Donaghadee, Bangor y Holywood.
A principios del siglo XIX, como muchas otras poblaciones costeras de Irlanda, Holywood ganó fama como lugar de turismo de playa. Muchos comerciantes ricos de Belfast escogieron la ciudad y sus alrededores para construir residencias, entre ellos los Kennedy de Cultra y los Harrison de Holywood. 
La línea férrea de Belfast a Holywood abrió en 1848, lo que impulsó el desarrollo local. La población de Holywood era de cerca de 3.500 habitantes en 1900, y de 12.000 hacia 2001. Este crecimiento, sumado al de otras ciudades y poblados en el litoral Bangorrequirió la construcción de la carretera de Holywood a principios de los años 1970. 

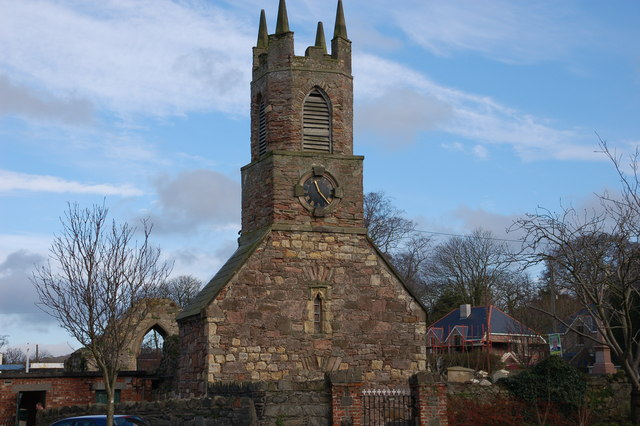
Holywood Priory

Las ruinas del antiguo priorato se encuentran al final de High Street. La torre es de 1800, pero los elementos más antiguos datan de principios del siglo XIII. En su cementerio se encuentran muchos de los ciudadanos ilustrados de la localidad, entre ellos Robert Sullivan, y lgunos miembros de la familia Praeger. Robert Lloyd Praeger fue por ejemplo un botanista de renombre y su hermana, Rosamund Praeger fue conocida como escultora y escritora. "Johnny the Jig", one of her sculptures, is situated in the town. Praeger House at Sullivan Upper Grammar School is named after the family.  Bishop Robert Bent Knox is also buried there.
On 17 June 1994, Garnet Bell, a former pupil bearing a grudge, entered an assembly hall at Sullivan Upper School and used a flamethrower to attack students taking A-level examinations. Six pupils were injured; three of them seriously.
On 12 April 2010 at around 12:24am, it was the site of a car bombing near Northern Ireland's MI5 headquarters. An elderly man was blown off his feet and treated in hospital. The bomb was allegedly driven towards the base in a hijacked taxi. The Real IRA claimed responsibility for the attacks.

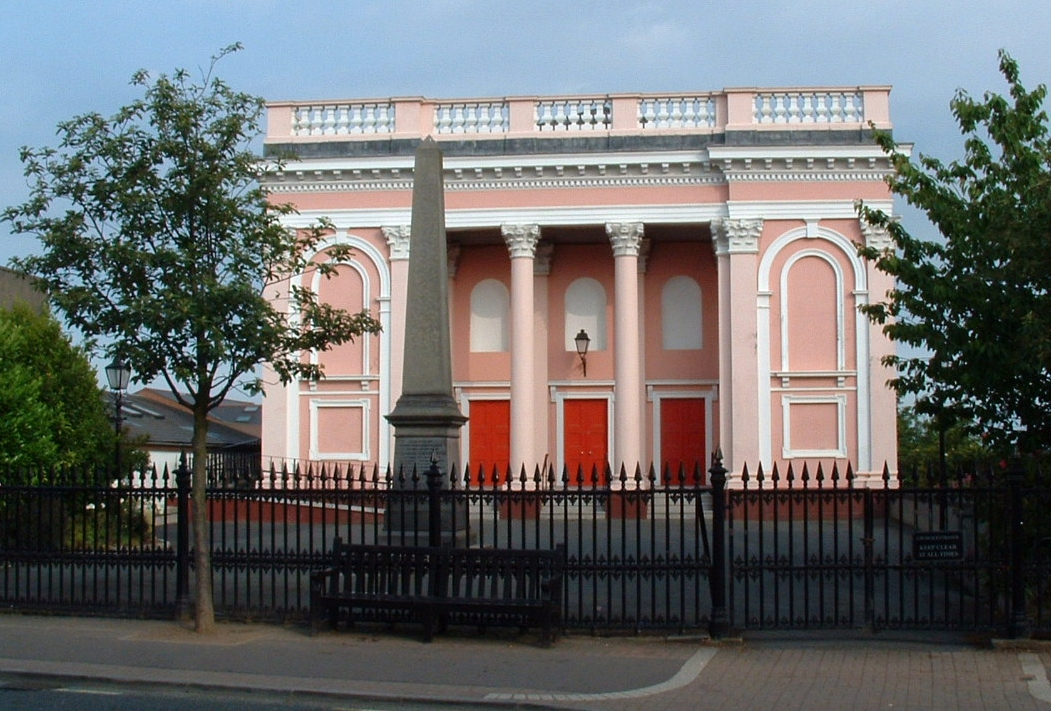
First Presbyterian Non-Subscribing Church, Holywood